# Кристина Обрегон
Кристина Обрегон (на испански: Cristina Obregón) е мексиканска актриса.
В България е позната с ролята си на Сандра Макотела в теленовелата „Желязната дама“.

## Биография
Кристина Обрегон е родена през 1984 г. в Мексико. Тя започва кариерата си като актриса в телевизионен сериал, „Розата на Гуадалупе“, а по-късно се появява във филма „El estudiante“ (2009). През 2010 г. участва в теленовелата „Желязната дама“. Кристина Обрегон също така участва в пиесите „Куршуми над Бродуей“, „Три сестри“ и „Дневникът на Ане Франк“.

## Филмография
- 2012: Убежище за любовта – Роселена
- 2011: Despertar
- 2010: Желязната дама – Сандра Макотела
- 2009: El estudiante
- 2009: Götterdämmerung
- 2008: La Cenerentola
- 2008: Розата на Гуадалупе
- 2007: Manon
- 2004: Siegfried